# 나우클레아족
나우클레아족(nauclea族, 학명: Naucleeae 나우클레에아이[*])은 구슬꽃나무아과의 족이다. 24개 속에 약 183종으로 이루어져 있으며, 구슬꽃나무와 조구등 등을 포함하고 있다. 오스트랄라시아부터 열대 아시아와 마다가스카르섬, 열대 아프리카 그리고 신열대구, 북아메리카에 분포한다.

## 하위 분류
- 구등속(Uncaria Schreb.)
- 구슬꽃나무속(Adina Salisb.)
- Breonadia Ridsdale
- Breonia A.Rich. ex DC.
- Cephalanthus L.
- Corynanthe Welw.
- Diyaminauclea Ridsdale
- Gyrostipula J.-F.Leroy
- Janotia J.-F.Leroy
- Khasiaclunea Ridsdale
- Ludekia Ridsdale
- Mitragyna Korth.
- Myrmeconauclea Merr.
- Nauclea L.
- Neolamarckia Bosser
- Neonauclea Merr.
- Ochreinauclea Ridsdale & Bakh.f.
- Sinoadina Ridsdale